# Hollandia az 1968. évi nyári olimpiai játékokon
Hollandia a mexikói Mexikóvárosban megrendezett 1968. évi nyári olimpiai játékok egyik részt vevő nemzete volt. Az országot az olimpián 11 sportágban 107 sportoló képviselte, akik összesen 7 érmet szereztek.

## Érmesek
| Érem  | Versenyző                                               | Sportág      | Versenyszám            |
| ----- | ------------------------------------------------------- | ------------ | ---------------------- |
| Arany | Henri Jan Wienese                                       | Evezés       | Férfi egypárevezős     |
| Arany | Fedor den Hertog Jan Krekels René Pijnen Joop Zoetemelk | Kerékpározás | Férfi csapat időfutam  |
| Arany | Ada Kok                                                 | Úszás        | Női 200 m pillangó     |
| Ezüst | Leendert van Dis Henricus Droog                         | Evezés       | Férfi kétpárevezős     |
| Ezüst | Hadriaan van Nes Roderick Rijnders Herman Suselbeek     | Evezés       | Férfi kormányos kettes |
| Ezüst | Jan Jansen Leijn Loevesijn                              | Kerékpározás | Férfi kétüléses tandem |
| Bronz | Maria Gommers                                           | Atlétika     | Női 800 m              |

## Atlétika
Férfi
| Versenyző   | Versenyszám | Döntő   | Döntő    |
| Versenyző   | Versenyszám | Idő     | Helyezés |
| ----------- | ----------- | ------- | -------- |
| Aad Steylen | Maraton     | 2:37:42 | 27.      |

| Versenyző        | Versenyszám | 100 m | 100 m | Távolugrás | Távolugrás | Súlylökés | Súlylökés | Magasugrás | Magasugrás | 400 m | 400 m | 110 m gát | 110 m gát | Diszkoszvetés | Diszkoszvetés | Rúdugrás | Rúdugrás | Gerelyhajítás | Gerelyhajítás | 1500 m  | 1500 m | Végeredmény | Végeredmény |
| Versenyző        | Versenyszám | Idő   | Pont  | Eredmény   | Pont       | Eredmény  | Pont      | Eredmény   | Pont       | Idő   | Pont  | Idő       | Pont      | Eredmény      | Pont          | Eredmény | Pont     | Eredmény      | Pont          | Idő     | Pont   | Pont        | Helyezés    |
| ---------------- | ----------- | ----- | ----- | ---------- | ---------- | --------- | --------- | ---------- | ---------- | ----- | ----- | --------- | --------- | ------------- | ------------- | -------- | -------- | ------------- | ------------- | ------- | ------ | ----------- | ----------- |
| Ed de Noorlander | Tízpróba    | 11,19 | 819   | 690 cm     | 790        | 13,89 m   | 722       | 195 cm     | 758        | 50,57 | 789   | 14,53     | 907       | 41,70 m       | 699           | 420 cm   | 673      | 50,22 m       | 592           | 4:37,81 | 539    | 7443        | 9.          |

Női
| Versenyző                                                                      | Versenyszám     | Előfutam | Előfutam | Előfutam | Negyeddöntő | Negyeddöntő | Negyeddöntő | Elődöntő | Elődöntő | Elődöntő | Döntő   | Döntő    |
| Versenyző                                                                      | Versenyszám     | Idő      | Hely.    | Össz.    | Idő         | Hely.       | Össz.       | Idő      | Hely.    | Össz.    | Idő     | Helyezés |
| ------------------------------------------------------------------------------ | --------------- | -------- | -------- | -------- | ----------- | ----------- | ----------- | -------- | -------- | -------- | ------- | -------- |
| Truus Hennipman-Cruiming                                                       | 100 m           | 11,76    | 4.       | 27.      | 11,59       | 7.          | 19.         | kiesett  | kiesett  | kiesett  | kiesett | kiesett  |
| Truus Hennipman-Cruiming                                                       | 200 m           | 23,43    | 3.       | 10.      |             |             |             | 23,60    | 8.       | 14.      | kiesett | kiesett  |
| Mieke Sterk                                                                    | 200 m           | 24,01    | 5.       | 25.      |             |             |             | kiesett  | kiesett  | kiesett  | kiesett | kiesett  |
| Wilma van Gool-van den Berg                                                    | 200 m           | 23,54    | 4.       | 14.      |             |             |             | kiesett  | kiesett  | kiesett  | kiesett | kiesett  |
| Wilma van Gool-van den Berg                                                    | 100 m           | 11,60    | 3.       | 14.      | 11,45       | 3.          | 14.*        | 11,81    | 7.       | 15.      | kiesett | kiesett  |
| Mirna van der Hoeven-Jansen                                                    | 400 m           | 53,17    | 1.       | 4.       |             |             |             | 52,69    | 2.       | 2.       | 53,02   | 8.       |
| Maria Gommers                                                                  | 800 m           | 2:04,06  | 1.       | 1.       |             |             |             | 2:05,13  | 1.       | 1.       | 2:02,63 |          |
| Ilja Keizer-Laman                                                              | 800 m           | 2:08,96  | 4.       | 14.      |             |             |             | 2:14,88  | 7.       | 15.      | kiesett | kiesett  |
| Tilly van der Made-van der Zwaard                                              | 800 m           | 2:10,59  | 6.       | 23.      |             |             |             | kiesett  | kiesett  | kiesett  | kiesett | kiesett  |
| Wilma van Gool-van den Berg Mieke Sterk Truus Hennipman-Cruiming Corrie Bakker | 4 × 100 m váltó | 43,49    | 1.       | 1.       |             |             |             |          |          |          | 43,44   | 4.       |

| Versenyző        | Versenyszám | Döntő    | Döntő    |
| Versenyző        | Versenyszám | Eredmény | Helyezés |
| ---------------- | ----------- | -------- | -------- |
| Els van Noorduyn | Súlylökés   | 16,23 m  | 8.       |

| Versenyző               | Versenyszám | 80 m gát | 80 m gát | Súlylökés | Súlylökés | Magasugrás | Magasugrás | Távolugrás | Távolugrás | 200 m | 200 m | Végeredmény | Végeredmény |
| Versenyző               | Versenyszám | Idő      | Pont     | Eredmény  | Pont      | Eredmény   | Pont       | Eredmény   | Pont       | Idő   | Pont  | Pont        | Helyezés    |
| ----------------------- | ----------- | -------- | -------- | --------- | --------- | ---------- | ---------- | ---------- | ---------- | ----- | ----- | ----------- | ----------- |
| Marjan Ackermans-Thomas | Ötpróba     | 11,52    | 963      | 12,62 m   | 896       | 165 cm     | 996        | 565 cm     | 908        | 25,58 | 887   | 4650        | 17.         |

* - egy másik versenyzővel azonos időt ért el

## Evezés
| Versenyző | Versenyszám              | Előfutam | Előfutam | Vigaszág | Vigaszág | Elődöntő | Elődöntő | Döntő | Döntő         | Döntő         | Helyezés |
| Versenyző | Versenyszám              | Idő      | Hely.    | Idő      | Hely.    | Idő      | Hely.    | Típus | Idő           | Hely.         | Helyezés |
| --- | ------------------------ | -------- | -------- | -------- | -------- | -------- | -------- | ----- | ------------- | ------------- | -------- |
| Henri Jan Wienese | Egypárevezős             | 7:44,92  | 1.       | erőnyerő | erőnyerő | 7:45,48  | 1.       | A     | 7:47,80       | 1.            |          |
| Leendert van Dis Henricus Droog | Kétpárevezős             | 6:56,09  | 2.       | erőnyerő | erőnyerő | 7:13,74  | 3.       | A     | 6:52,80       | 2.            |          |
| Roel Luynenburg Ruud Stokvis | Kormányos nélküli kettes | 7:14,50  | 1.       | erőnyerő | erőnyerő | 7:15,51  | 1.       | A     | nem ért célba | nem ért célba | 6.       |
| Herman Suselbeek Hadriaan van Nes Roderick Rijnders (kormányos)                                                                            | Kormányos kettes         | 8:18,78  | 3.       | 7:52,43  | 1.       | 8:01,19  | 2.       | A     | 8:06,80       | 2.            |          |
| Herman Rouwé Frederik Hartsuiker Berend Brummelman Tom Dronkert Otto Weekhout (kormányos)                                                  | Kormányos négyes         | 7:08,15  | 2.       | erőnyerő | erőnyerő | 7:08,68  | 6.       | B     | 6:51,77       | 3.            | 9.       |
| Maarten Kloosterman Piet Bon Eric Niehe Jaap Reesink Gee van Enst Jan Steinhauser Erik Wesdorp Jan van Laarhoven Arthur Koning (kormányos) | Nyolcas                  | 6:12,23  | 4.       | 6:12,90  | 3.       |          |          | B     | 6:14,18       | 2.            | 8.       |

## Gyeplabda
| Holland férfi gyeplabdacsapat-játékoskeret                                                                                                 | Holland férfi gyeplabdacsapat-játékoskeret                                                                                                |
| --- | --- |
| - Joost Boks - Aart Brederode - Edo Buma - Sebo Ebbens - John Elffers - Jan Piet Fokker - Otto ter Haar - Gerard Hijlkema - Arie de Keyzer | - Ewald Kist - Tippy de Lanoy Meijer - Frans Spits - Heiko van Staveren - Theo Terlingen - Kik Thole - Theo van Vroonhoven - Piet Weemers |

### Eredmények
Csoportkör
B csoport
| Csapat               | M | Gy | D | V | G+ | G– | Gk  | P  |
| -------------------- | - | -- | - | - | -- | -- | --- | -- |
| Pakisztán (PAK)      | 7 | 7  | 0 | 0 | 23 | 4  | +19 | 14 |
| Ausztrália (AUS)     | 8 | 5  | 1 | 2 | 15 | 7  | +8  | 11 |
| Kenya (KEN)          | 8 | 4  | 1 | 3 | 13 | 9  | +4  | 9  |
| Hollandia (NED)      | 7 | 4  | 0 | 3 | 11 | 11 | 0   | 8  |
| Franciaország (FRA)  | 7 | 2  | 1 | 4 | 2  | 5  | –3  | 5  |
| Nagy-Britannia (GBR) | 7 | 2  | 1 | 4 | 6  | 8  | –2  | 5  |
| Argentína (ARG)      | 7 | 1  | 1 | 5 | 4  | 20 | –16 | 3  |
| Malajzia (MAS)       | 7 | 0  | 3 | 4 | 2  | 12 | –10 | 3  |

| 1968. október 13. | Pakisztán (PAK)             | 6 – 0   | Hollandia (NED) |  |
| 1968. október 13. | Dar 2 Rashid 2 Malik Ashfaq | (3 – 0) |                 |  |

| 1968. október 14. | Hollandia (NED)                            | 7 – 0   | Argentína (ARG) |  |
| 1968. október 14. | Keyzer 3 Terlingen Thole Vroonhoven Fokker | (1 – 0) |                 |  |

| 1968. október 16. | Hollandia (NED) | 2 – 1   | Nagy-Britannia (GBR) |  |
| 1968. október 16. | Vroonhoven Buma | (0 – 1) | Neill                |  |

| 1968. október 17. | Kenya (KEN)          | 2 – 0   | Hollandia (NED) |  |
| 1968. október 17. | H. Fernandes Panesar | (1 – 0) |                 |  |

| 1968. október 19. | Hollandia (NED) | 1 – 0   | Malajzia (MAS) |  |
| 1968. október 19. | Weemers         | (1 – 0) |                |  |

| 1968. október 20. | Hollandia (NED) | 1 – 0   | Franciaország (FRA) |  |
| 1968. október 20. | Hijlkema        | (0 – 0) |                     |  |

| 1968. október 21. | Ausztrália (AUS) | 2 – 0   | Hollandia (NED) |  |
| 1968. október 21. | Riley Smart      | (0 – 0) |                 |  |

Az 5–8. helyért
| 1968. október 23. | Hollandia (NED)   | 3 – 1   | Új-Zéland (NZL) |  |
| 1968. október 23. | Fokker Spits Haar | (0 – 0) | Borren          |  |

Az 5. helyért
| 1968. október 25. | Hollandia (NED) | 1 – 0 (h. u.)  | Spanyolország (ESP) |  |
| 1968. október 25. | Thole           | (0 – 0, 0 – 0) |                     |  |

| Csapat          | Helyezés |
| --------------- | -------- |
| Hollandia (NED) | 5.       |

## Kajak-kenu
Férfi
| Versenyző                                                 | Versenyszám         | Előfutam | Előfutam | Előfutam | Vigaszág | Vigaszág | Vigaszág | Elődöntő | Elődöntő | Elődöntő | Döntő   | Döntő    |
| Versenyző                                                 | Versenyszám         | Idő      | Hely.    | Össz.    | Idő      | Hely.    | Össz.    | Idő      | Hely.    | Össz.    | Idő     | Helyezés |
| --------------------------------------------------------- | ------------------- | -------- | -------- | -------- | -------- | -------- | -------- | -------- | -------- | -------- | ------- | -------- |
| Paulus Hoekstra                                           | Kajak egyes 1000 m  | 4:05,7   | 4.       | 9.       | 4:18,3   | 2.       | 3.       | 4:06,73  | 2.       | 9.       | 4:13,28 | 9.       |
| Paulus Hoekstra Toon Geurts                               | Kajak kettes 1000 m | 3:42,0   | 2.       | 5.       | erőnyerő | erőnyerő | erőnyerő | 3:53,05  | 3.       | 11.      | 3:41,36 | 4.       |
| Toon Geurts Jan Wittenberg Paulus Bunschoten Abram Muusse | Kajak négyes 1000 m | 3:31,4   | 5.       | 15.      | 3:26,86  | 1.       | 2.       | 3:21,60  | 4.       | 8.       | kiesett | kiesett  |

Női
| Versenyző                           | Versenyszám        | Előfutam | Előfutam | Előfutam | Vigaszág | Vigaszág | Vigaszág | Döntő   | Döntő    |
| Versenyző                           | Versenyszám        | Idő      | Hely.    | Össz.    | Idő      | Hely.    | Össz.    | Idő     | Helyezés |
| ----------------------------------- | ------------------ | -------- | -------- | -------- | -------- | -------- | -------- | ------- | -------- |
| Mieke Jaapies                       | Kajak egyes 500 m  | 2:10,9   | 3.       | 7.       | erőnyerő | erőnyerő | erőnyerő | 2:18,38 | 8.       |
| Mieke Jaapies Tjeertje Bergers-Duif | Kajak kettes 500 m | 2:03,4   | 3.       | 6.       | erőnyerő | erőnyerő | erőnyerő | 2:02,02 | 6.       |

## Kerékpározás

### Országúti kerékpározás
| Versenyző                                               | Versenyszám     | Idő             | Helyezés      |
| ------------------------------------------------------- | --------------- | --------------- | ------------- |
| Harrie Jansen                                           | Mezőnyverseny   | 4:46:30 (+5:05) | 24.           |
| Jan Krekels                                             | Mezőnyverseny   | 4:44:09 (+2:44) | 11.           |
| René Pijnen                                             | Mezőnyverseny   | 4:43:36 (+2:11) | 5.            |
| Joop Zoetemelk                                          | Mezőnyverseny   | nem ért célba   | nem ért célba |
| Fedor den Hertog Jan Krekels René Pijnen Joop Zoetemelk | Csapat időfutam | 2:07:49         |               |

### Pálya-kerékpározás
Sprintverseny
| Versenyző       | Versenyszám  | 1. forduló                                             | 1. forduló | Vigaszág             | Vigaszág | 2. forduló                                           | 2. forduló | Vigaszág                                        | Vigaszág | Nyolcaddöntő                                        | Nyolcaddöntő | Vigaszág selejtező                                 | Vigaszág selejtező | Vigaszág döntő              | Vigaszág döntő | Negyeddöntő                                  | Elődöntő             | Döntő                | Helyezés |
| Versenyző       | Versenyszám  | Ellenfelek Győztes idő                                 | Hely.      | Ellenfél Győztes idő | Hely.    | Ellenfelek Győztes idő                               | Hely.      | Ellenfelek Győztes idő                          | Hely.    | Ellenfelek Győztes idő                              | Hely.        | Ellenfelek Győztes idő                             | Hely.              | Ellenfél Győztes idő        | Hely.          | Ellenfél Győztes idő                         | Ellenfél Győztes idő | Ellenfél Győztes idő | Helyezés |
| --------------- | ------------ | ------------------------------------------------------ | ---------- | -------------------- | -------- | ---------------------------------------------------- | ---------- | ----------------------------------------------- | -------- | --------------------------------------------------- | ------------ | -------------------------------------------------- | ------------------ | --------------------------- | -------------- | -------------------------------------------- | -------------------- | -------------------- | -------- |
| Jan Jansen      | Férfi egyéni | Arturo García (MEX) · Constantin Kabemba (COD) · 11,10 | 1.         |                      |          | Gordon Johnson (AUS) · Carlos Roqueiro (ARG) · 11,06 | 2.         | Daniel Goens (BEL) · José Pittaro (ARG) · 11,13 | 1.       | Roger Gibbon (TRI) · Gordon Johnson (AUS) · 11,06   | 1.           |                                                    |                    |                             |                | Giurdano Turrini (ITA) · 10,85, 10,97, 11,12 | kiesett              | kiesett              | 5.       |
| Leijn Loevesijn | Férfi egyéni | Baranyecz András (HUN) · Tim Mountford (USA) · 10,92   | 1.         |                      |          | Niels Fredborg (DEN) · Daniel Goens (BEL) · 11,09    | 2.         | Jocelyn Lovell (CAN) · 11,91                    | 1.       | Giurdano Turrini (ITA) · Jürgen Barth (FRG) · 10,96 | 3.           | Roger Gibbon (TRI) · Serhiy Kravtsov (URS) · 10,66 | 1.                 | Tim Mountford (USA) · 11,09 | 1.             | Daniel Morelon (FRA) · 11,09, 11,26          | kiesett              | kiesett              | 5.       |

Időfutam
| Versenyző       | Versenyszám  | Idő     | Helyezés |
| --------------- | ------------ | ------- | -------- |
| Leijn Loevesijn | Férfi egyéni | 1:04,84 | 6.       |

Tandem
| Versenyző                  | Versenyszám     | 1. forduló                                               | Vigaszág selejtező   | Vigaszág selejtező | Vigaszág döntő         | Vigaszág döntő | Negyeddöntő                                                             | Elődöntő                                                                 | Döntő                                                               | Helyezés |
| Versenyző                  | Versenyszám     | Ellenfél Győztes idő                                     | Ellenfél Győztes idő | Hely.              | Ellenfelek Győztes idő | Hely.          | Ellenfél Győztes idő                                                    | Ellenfél Győztes idő                                                     | Ellenfél Győztes idő                                                | Helyezés |
| -------------------------- | --------------- | -------------------------------------------------------- | -------------------- | ------------------ | ---------------------- | -------------- | ----------------------------------------------------------------------- | ------------------------------------------------------------------------ | ------------------------------------------------------------------- | -------- |
| Jan Jansen Leijn Loevesijn | Férfi kétüléses | Dánia (DEN) · Per Sarto Jørgensen · Jørgen Jensen · 9,96 |                      |                    |                        |                | Csehszlovákia (TCH) · Ivan Kučírek · Miloš Jelínek · 10,63, 9,88, 10,03 | Olaszország (ITA) · Walter Gorini · Luigi Borghetti · 9,96, 10,10, 10,34 | Franciaország (FRA) · Daniel Morelon · Pierre Trentin · 10,03, 9,83 |          |

Üldözőversenyek
| Versenyző                                                    | Versenyszám  | Selejtező | Selejtező  | Nyolcaddöntő                                                                               | Nyolcaddöntő | Nyolcaddöntő | Negyeddöntő  | Negyeddöntő | Negyeddöntő | Elődöntő     | Elődöntő  | Elődöntő | Döntő        | Döntő     | Helyezés    |
| Versenyző                                                    | Versenyszám  | Idő       | Hely.      | Ellenfél Idő                                                                               | Saját idő    | Hely.        | Ellenfél Idő | Saját idő   | Hely.       | Ellenfél Idő | Saját idő | Hely.    | Ellenfél Idő | Saját idő | Helyezés    |
| ------------------------------------------------------------ | ------------ | --------- | ---------- | ------------------------------------------------------------------------------------------ | ------------ | ------------ | ------------ | ----------- | ----------- | ------------ | --------- | -------- | ------------ | --------- | ----------- |
| Fedor den Hertog                                             | Férfi egyéni | 4:54,32   | lekörözték |                                                                                            |              |              | kiesett      | kiesett     | kiesett     | kiesett      | kiesett   | kiesett  | kiesett      | kiesett   | helyezetlen |
| Klaas Balk Pieter Hoekstra Henricus Nieuwkamp Joop Zoetemelk | Férfi csapat |           |            | NDK (GDR) · Rudolf Franz · Heinz Richter · Wolfgang Schmelzer · Manfred Ulbricht · 4:26,61 | 4:27,17      | 2.           | kiesett      | kiesett     | kiesett     | kiesett      | kiesett   | kiesett  | kiesett      | kiesett   | helyezetlen |

## Műugrás
Női
| Versenyző       | Versenyszám    | Selejtező | Selejtező | Döntő   | Döntő    |
| Versenyző       | Versenyszám    | Pont      | Helyezés  | Pont    | Helyezés |
| --------------- | -------------- | --------- | --------- | ------- | -------- |
| Mariët Dommers  | Egyéni műugrás | 79,32     | 18.       | kiesett | kiesett  |
| Elselina Kuiler | Egyéni műugrás | 80,93     | 16.       | kiesett | kiesett  |

## Ökölvívás
| Versenyző        | Versenyszám | 32-es főtábla               | Nyolcaddöntő                    | Negyeddöntő               | Elődöntő          | Döntő             | Helyezés |
| Versenyző        | Versenyszám | Ellenfél Eredmény           | Ellenfél Eredmény               | Ellenfél Eredmény         | Ellenfél Eredmény | Ellenfél Eredmény | Helyezés |
| ---------------- | ----------- | --------------------------- | ------------------------------- | ------------------------- | ----------------- | ----------------- | -------- |
| Jan van Ispelen  | Középsúly   | Misael Vilugrón (CHI) · RSC | Mate Parlov (YUG) · 1-4         | kiesett                   | kiesett           | kiesett           | 9.       |
| Rudolfus Lubbers | Nehézsúly   |                             | Talaat Dahshan (RAU) · kizárták | Joaquín Rocha (MEX) · 2-3 | kiesett           | kiesett           | 5.       |

## Súlyemelés
| Versenyző           | Versenyszám | Nyomás   | Nyomás   | Szakítás | Szakítás | Lökés    | Lökés    | Összesen | Helyezés |
| Versenyző           | Versenyszám | Eredmény | Helyezés | Eredmény | Helyezés | Eredmény | Helyezés | Összesen | Helyezés |
| ------------------- | ----------- | -------- | -------- | -------- | -------- | -------- | -------- | -------- | -------- |
| Pieter van der Kruk | +90 kg      | 160,0    | 8.       | 140,0    | 11.      | 187,5    | 9.       | 487,5    | 9.       |

## Úszás
Férfi
| Versenyző                                                  | Versenyszám          | Előfutam | Előfutam | Előfutam | Elődöntő | Elődöntő | Elődöntő | Döntő   | Döntő    |
| Versenyző                                                  | Versenyszám          | Idő      | Hely.    | Össz.    | Idő      | Hely.    | Össz.    | Idő     | Helyezés |
| ---------------------------------------------------------- | -------------------- | -------- | -------- | -------- | -------- | -------- | -------- | ------- | -------- |
| Eltje Drenth                                               | 200 m gyors          | 2:05,6   | 5.       | 29.      |          |          |          | kiesett | kiesett  |
| Adriaan Oudt                                               | 200 m gyors          | 2:06,6   | 3.       | 35.*     |          |          |          | kiesett | kiesett  |
| Johannes Schans                                            | 200 m gyors          | 2:04,1   | 3.       | 23.      |          |          |          | kiesett | kiesett  |
| Bob Schoutsen                                              | 100 m hát            | 1:02,8   | 2.       | 9.       | 1:02,1   | 5.       | 7.       | 1:01,8  | 6.       |
| Bob Schoutsen                                              | 200 m hát            | 2:18,2   | 2.       | 12.      |          |          |          | kiesett | kiesett  |
| Rinus van Beek                                             | 200 m hát            | 2:21,2   | 3.       | 19.      |          |          |          | kiesett | kiesett  |
| Dick Langerhorst                                           | 200 m pillangó       | 2:17,4   | 4.       | 18.      |          |          |          | kiesett | kiesett  |
| Dick Langerhorst Johannes Schans Adriaan Oudt Eltje Drenth | 4 × 200 m gyorsváltó | 8:17,0   | 4.       | 11.      |          |          |          | kiesett | kiesett  |

Női
| Versenyző                                             | Versenyszám            | Előfutam | Előfutam | Előfutam | Elődöntő | Elődöntő | Elődöntő | Döntő   | Döntő    |
| Versenyző                                             | Versenyszám            | Idő      | Hely.    | Össz.    | Idő      | Hely.    | Össz.    | Idő     | Helyezés |
| ----------------------------------------------------- | ---------------------- | -------- | -------- | -------- | -------- | -------- | -------- | ------- | -------- |
| Catharina Beumer                                      | 100 m gyors            | 1:06,1   | 6.       | 41.**    | kiesett  | kiesett  | kiesett  | kiesett | kiesett  |
| Mirjam van Hemert                                     | 100 m gyors            | 1:06,1   | 6.       | 41.**    | kiesett  | kiesett  | kiesett  | kiesett | kiesett  |
| Nel Bos                                               | 100 m gyors            | 1:03,0   | 1.       | 9.*      | 1:02,8   | 5.       | 13.***   | kiesett | kiesett  |
| Nel Bos                                               | 100 m pillangó         | 1:09,5   | 4.       | 13.      | 1:08,5   | 5.       | 11.      | kiesett | kiesett  |
| Ada Kok                                               | 100 m pillangó         | 1:08,5   | 2.       | 9.**     | 1:06,2   | 1.       | 3.       | 1:06,2  | 4.       |
| Ada Kok                                               | 200 m pillangó         | 2:26,3   | 1.       | 1.       |          |          |          | 2:24,7  |          |
| Cobie Buter                                           | 100 m hát              | 1:10,0   | 2.       | 5.       | 1:10,7   | 6.       | 11.      | kiesett | kiesett  |
| Coby Sikkens                                          | 100 m hát              | 1:11,9   | 4.       | 21.      | kiesett  | kiesett  | kiesett  | kiesett | kiesett  |
| Coby Sikkens                                          | 200 m hát              | 2:36,9   | 2.       | 15.      |          |          |          | kiesett | kiesett  |
| Bep Weeteling                                         | 200 m hát              | 2:35,4   | 3.       | 11.      |          |          |          | kiesett | kiesett  |
| Bep Weeteling                                         | 100 m hát              | 1:12,5   | 4.       | 24.      | kiesett  | kiesett  | kiesett  | kiesett | kiesett  |
| Marjan Janus                                          | 100 m mell             | 1:21,9   | 5.       | 22.      | kiesett  | kiesett  | kiesett  | kiesett | kiesett  |
| Klenie Bimolt                                         | 200 m mell             | 2:57,9   | 5.       | 20.*     |          |          |          | kiesett | kiesett  |
| Hennie Penterman                                      | 200 m vegyes           | 2:36,7   | 1.       | 12.      |          |          |          | kiesett | kiesett  |
| Hennie Penterman                                      | 400 m vegyes           | 5:38,8   | 3.       | 12.      |          |          |          | kiesett | kiesett  |
| Hella Rentema Bep Weeteling Mirjam van Hemert Nel Bos | 4 × 100 m gyorsváltó   | 4:16,7   | 4.       | 9.       |          |          |          | kiesett | kiesett  |
| Cobie Buter Klenie Bimolt Ada Kok Nel Bos             | 4 × 100 m vegyes váltó | 4:39,4   | 2.       | 4.       |          |          |          | 4:38,7  | 7.       |

* - egy másik versenyzővel azonos időt ért el

** - két másik versenyzővel azonos időt ért el

*** - három másik versenyzővel azonos időt ért el

## Vitorlázás
Nyílt
| Versenyző                              | Versenyszám     | Futam | Futam  | Futam | Futam | Futam | Futam | Futam  | Pontszám | Helyezés |
| Versenyző                              | Versenyszám     | 1     | 2      | 3     | 4     | 5     | 6     | 7      | Pontszám | Helyezés |
| -------------------------------------- | --------------- | ----- | ------ | ----- | ----- | ----- | ----- | ------ | -------- | -------- |
| Boudewijn Binkhorst                    | Finn dingi      | 30,0  | (42,0) | 27,0  | 11,7  | 14,0  | 28,0  | 15,0   | 125,7    | 19.      |
| Nicolaas de Jong Gijsbertus Verhagen   | Repülő hollandi | 22,0  | 17,0   | 24,0  | 23,0  | 20,0  | 10,0  | (27,0) | 116,0    | 17.*     |
| Jan Bol Cornelis Groot Pieter de Zwart | Sárkányhajó     | 16,0  | (28,0) | 24,0  | 5,7   | 17,0  | 19,0  | 13,0   | 94,7     | 10.      |

* - egy másik egységgel azonos eredményt ért el

## Vízilabda
| Holland férfi vízilabdacsapat-játékoskeret                                                       | Holland férfi vízilabdacsapat-játékoskeret                                           |
| ------------------------------------------------------------------------------------------------ | ------------------------------------------------------------------------------------ |
| - Bart Bongers - Alfred van Dorp - Louis Geutjes - Andréas Hermsen - Hans Hoogveld - Evert Kroon | - Ad Moolhuijzen - Hans Parrel - Nicolaas van der Voet - Feike de Vries - Hans Wouda |

### Eredmények
Csoportkör
B csoport
| Csapat                          | M | Gy | D | V | G+ | G– | Gk  | P  |
| ------------------------------- | - | -- | - | - | -- | -- | --- | -- |
| Olaszország (ITA)               | 7 | 6  | 1 | 0 | 48 | 21 | +27 | 13 |
| Jugoszlávia (YUG)               | 7 | 5  | 1 | 1 | 65 | 18 | +47 | 11 |
| NDK (GDR)                       | 7 | 5  | 1 | 1 | 66 | 22 | +44 | 11 |
| Hollandia (NED)                 | 7 | 4  | 1 | 2 | 42 | 28 | +14 | 9  |
| Japán (JPN)                     | 7 | 3  | 0 | 4 | 26 | 57 | –31 | 6  |
| Mexikó (MEX)                    | 7 | 1  | 1 | 5 | 27 | 56 | –29 | 3  |
| Görögország (GRE)               | 7 | 1  | 0 | 6 | 34 | 62 | –28 | 2  |
| Egyesült Arab Köztársaság (RAU) | 7 | 0  | 1 | 6 | 21 | 65 | –44 | 1  |

| 1968. október 14. 10:00 | Hollandia (NED)      | 9 – 5 | Görögország (GRE) |  |
| 1968. október 14. 10:00 | (2–0, 3–2, 0–1, 4–2) |       |                   |  |
| 1968. október 14. 10:00 | der Voet 5           |       | Paliósz 3         |  |

| 1968. október 16. 15:00 | Hollandia (NED)      | 8 – 1 | Mexikó (MEX) |  |
| 1968. október 16. 15:00 | (1–0, 3–1, 3–0, 1–0) |       |              |  |
| 1968. október 16. 15:00 | van Dorp 4           |       | R. Chávez 1  |  |

| 1968. október 17. 15:30 | Hollandia (NED)      | 9 – 1 | Japán (JPN) |  |
| 1968. október 17. 15:30 | (1–0, 3–0, 1–1, 4–0) |       |             |  |
| 1968. október 17. 15:30 | der Voet 6           |       | Nakano 1    |  |

| 1968. október 19. 15:30 | Jugoszlávia (YUG)    | 7 – 4 | Hollandia (NED) |  |
| 1968. október 19. 15:30 | (1–1, 2–1, 3–1, 1–1) |       |                 |  |
| 1968. október 19. 15:30 | Poljak, Sandić 2     |       | der Voet 4      |  |

| 1968. október 20. 15:30 | Hollandia (NED)      | 6 – 3 | Egyesült Arab Köztársaság (RAU) |  |
| 1968. október 20. 15:30 | (1–1, 2–0, 2–1, 1–1) |       |                                 |  |
| 1968. október 20. 15:30 | der Voet 5           |       | Shalabi 2                       |  |

| 1968. október 21. 15:30 | Hollandia (NED)      | 3 – 3 | Olaszország (ITA) |  |
| 1968. október 21. 15:30 | (0–1, 1–1, 2–1, 0–0) |       |                   |  |
| 1968. október 21. 15:30 | der Voet 2           |       | Pizzo 3           |  |

| 1968. október 22. 15:30 | NDK (GDR)            | 8 – 3 | Hollandia (NED) |  |
| 1968. október 22. 15:30 | (2–0, 1–0, 2–2, 3–1) |       |                 |  |
| 1968. október 22. 15:30 | Rund 3               |       | der Voet 2      |  |

Az 5–8. helyért
| 1968. október 24. 15:00 | Egyesült Államok (USA) | 6 – 3 | Hollandia (NED) |  |
| 1968. október 24. 15:00 | (1–0, 4–2, 1–0, 0–1)   |       |                 |  |
| 1968. október 24. 15:00 | Bradley 3              |       | der Voet 3      |  |

A 7. helyért
| 1968. október 25. 15:30 | Hollandia (NED)      | 8 – 5 | Kuba (CUB) |  |
| 1968. október 25. 15:30 | (4–0, 2–2, 2–1, 0–2) |       |            |  |
| 1968. október 25. 15:30 | der Voet 4           |       | Junco 2    |  |

| Csapat          | Helyezés |
| --------------- | -------- |
| Hollandia (NED) | 7.       |